# لازار يوفانوفيتش
لازار يوفانوفيتش (13 يوليو 1993 في صربيا - ) هو لاعب كرة قدم صربي في مركز الهجوم. شارك مع منتخب صربيا تحت 21 سنة لكرة القدم. أما مع النوادي، فقد لعب مع ملادوست لوتشاني وبوراتس تشاتشاك ‏ وسلوبودا أوزيس.

## وصلات خارجية
- لازار يوفانوفيتش على موقع قاعدة بيانات كرة القدم.إي يو (الإنجليزية)
- لازار يوفانوفيتش على موقع بيانات كرة القدم. دي إي (الألمانية)
- لازار يوفانوفيتش على موقع ناشيونال فوتبول تيمز (الإنجليزية)
- لازار يوفانوفيتش على موقع Soccerbase.com (لاعب) (الإنجليزية)
- لازار يوفانوفيتش على موقع Soccerway.com (الإنجليزية)
- لازار يوفانوفيتش على موقع عالم كرة القدم.نت (الإنجليزية)